# Lichtemittierende elektrochemische Zelle
Eine lichtemittierende elektrochemische Zelle, auch englisch light-emitting electrochemical cell (LEC oder LEEC), ist ein elektronisches Dünnschichtbauteil, das – analog zur OLED – nach Anlegen einer elektrischen Spannung Licht erzeugt.

## Geschichte
Die Wirkungsweise der LEC basiert auf der Elektrolumineszenz, auch bekannt als Destriau-Effekt. Hierbei wird von einem Festkörper nach Anlegen einer elektrischen Spannung beziehungsweise eines elektrischen Felds Licht emittiert. Dieser Effekt ist unter anderem auch Grundlage für die LED und OLED. Erstmals bekannt wurde die LEC 1995 durch die Forschungsarbeit von Qibing Pei, Alan J. Heeger und anderen an der University of California in Los Angeles und der UNIAX Corporation.
Ein weiterer erwähnenswerter Fortschritt gelang einem Forscherteam um Ludvig Edman an der Universität Umeå im Jahr 2012. Ihnen gelang die Herstellung der LEC mit Hilfe der Schlitzdüsen-Beschichtung unter Umgebungsbedingungen. Dies kann als Grundlage für eine eventuelle spätere Herstellung im größeren Maßstab dienen.

## Aufbau und Funktionsweise
Die LEC besteht aus drei Schichten (Anode, Kathode, Aktivschicht) die auf einem durchsichtigen Substrat aufgebaut sind. Ihre Struktur ist somit einer OLED ähnlich. Im Gegensatz zu dieser verfügt die LEC jedoch nur über eine einzige organische Aktivschicht, welche freie Ionen enthält.
Wird an die Elektroden (Anode und Kathode) eine Gleichspannung angelegt, werden von der Kathode Elektronen sowie von der Anode Defektelektronen in die Aktivschicht emittiert. Die sich in der Aktivschicht befindlichen Ionen werden zum jeweils gegensätzlichen Pol gezogen. Dabei verbinden sich die Ionen mit den jeweils gegenteilig geladenen Elektronen beziehungsweise Defektelektronen. In der Aktivschicht bildet sich zwischen den positiv und negativ geladenen Teilchen ein p-n-Übergang, an welchem eine Lichtemission stattfindet. Für den Betrieb unter Umgebungsbedingungen muss die LEC zum Schutz des organischen Materials vor Sauerstoff und Feuchtigkeit verkapselt werden.

## Vor- und Nachteile
Prinzipiell hat die LEC ähnliche Vor- und Nachteile wie die OLED, jedoch auch einige besondere Vorteile und Nachteile. Wie die OLED besitzt sie eine geringe Dicke, zusammen mit einer geringen Wärmeentwicklung und ein für das menschliche Auge angenehmes, diffuses Licht.
Gegenüber der OLED ist ein Vorteil der LEC die Nichtabhängigkeit von der Austrittsarbeit der Elektroden. Somit können beide Elektroden aus demselben Material hergestellt werden, auch ist es somit möglich, eine komplett metallfreie LEC herzustellen. Dies ermöglicht einen Betrieb der LEC mit sehr geringen Spannungen. Ein weiterer produktionstechnischer Vorteil liegt in der Schichtdickentoleranz der LEC. Diese ist wesentlich größer als die der OLED, wodurch für die Produktion auch weniger präzise Verfahren, zum Beispiel Druck- oder Beschichtungsverfahren, Anwendung finden können. Ferner kann die LEC unter Umgebungsbedingungen produziert werden.
Aufgrund ihres einfachen Aufbaus sind sie auch einfacher zu recyclen als andere Beleuchtungstechniken.
Hauptnachteil der LEC gegenüber der OLED sind die bisher erreichten Werte hinsichtlich Effizienz und Lebensdauer. Die maximal erreichte Lichtausbeute beträgt etwa 10 lm/W bei einer Lebensdauer von bis zu 5000 Stunden. Hier sind die mit OLEDs und LEDs erreichten Werte weitaus höher.
Im Labor wurden hingegen schon Lichtausbeuten von fast 40 lm/W erzielt.